# Mount Olive (Missisipi)
Mount Olive – miasto w Stanach Zjednoczonych, w stanie Missisipi, w hrabstwie Covington.